# Йохан Швайкард фон Хунолщайн
Йохан Швайкард фон Хунолщайн (на немски: Johann Schweickard Vogt von Hunolstein; † 1626) е фогт и господар на замък Хунолщайн в Морбах в Хунсрюк, Цюш и Мерксхайм от младата линия на род „фогт фон Хунолщайн“.
Той е най-големият син на фогт Йохан IV фон Хунолщайн (1532 – 1579) и съпругата му Елизабет фон Хаген-Мотен (1540 – 1602), дъщеря на Каспар фон Хаген-Бушфелд († 1561) и Мария Барбара фон Щайнкаленфелс († сл. 1552).
Братята му са Вилхелм фон Хунолщайн († 1607) и Йохан Адам фон Хунолщайн († 1636).

## Фамилия
Йохан Швайкард фон Хунолщайн се жени на 19 февруари 1583 г. за Барбара фон Варсберг († 1635), дъщеря на фрайхер Йохан фон Варсберг, бургграф на Райнек (1534 – 1604) и Урсула фон Шварценберг († 1591). Те имат 12 деца:
- Йохан Швайкард фон Хунолщайн, женен за Магдалена Маргарета фон Монреал; имат 5 деца
- Магдалена фон Хунолщайн
- Мария Елизабет фон Хунолщайн, омъжена за Филип Еберхард фон Щокхайм (* 30 септември 1586; † сл. 1627), син на Филип фон Щокхайм (1535 – 1588) и Кунигунд Елизабет Хилхен фон Лорх
- Николаус фон Хунолщайн († 25 декември 1640), женен на 22 февруари 1631 г. в Зьотерн за Мария Елизабет фон Хунолщайн (* 19 юли 1604), дъщеря на чичо му фогт Йохан Адам фон Хунолщайн и Барбара Фелицитас Екбрехт фон Дюркхайм
- Филип Вилхелм фон Хунолщайн-Мерксхайм († 1640), женен за Луиза Юлиана Кристина фон Шверин, дъщеря на Хайнрих фон Шверин и Кунигунда Ландшад фон Щайнах
- Йохан Фридрих фон Хунолщайн
- Карл Ото фон Хунолщайн
- Адам фон Хунолщайн
- Анна Барбара фон Хунолщайн
- Мария Барбара фон Хунолщайн, омъжена на 20 януари 1615 г. за Георг Рудолф фон Оберщайн († 1622), син на Рудолф фон Оберщайн († сл. 1603) и Розина Шлидерер фон Лахен
- Магдалена Елизабет фон Хунолщайн
- Йохан фон Хунолщайн